# Altes Rathaus (Oberkassel)

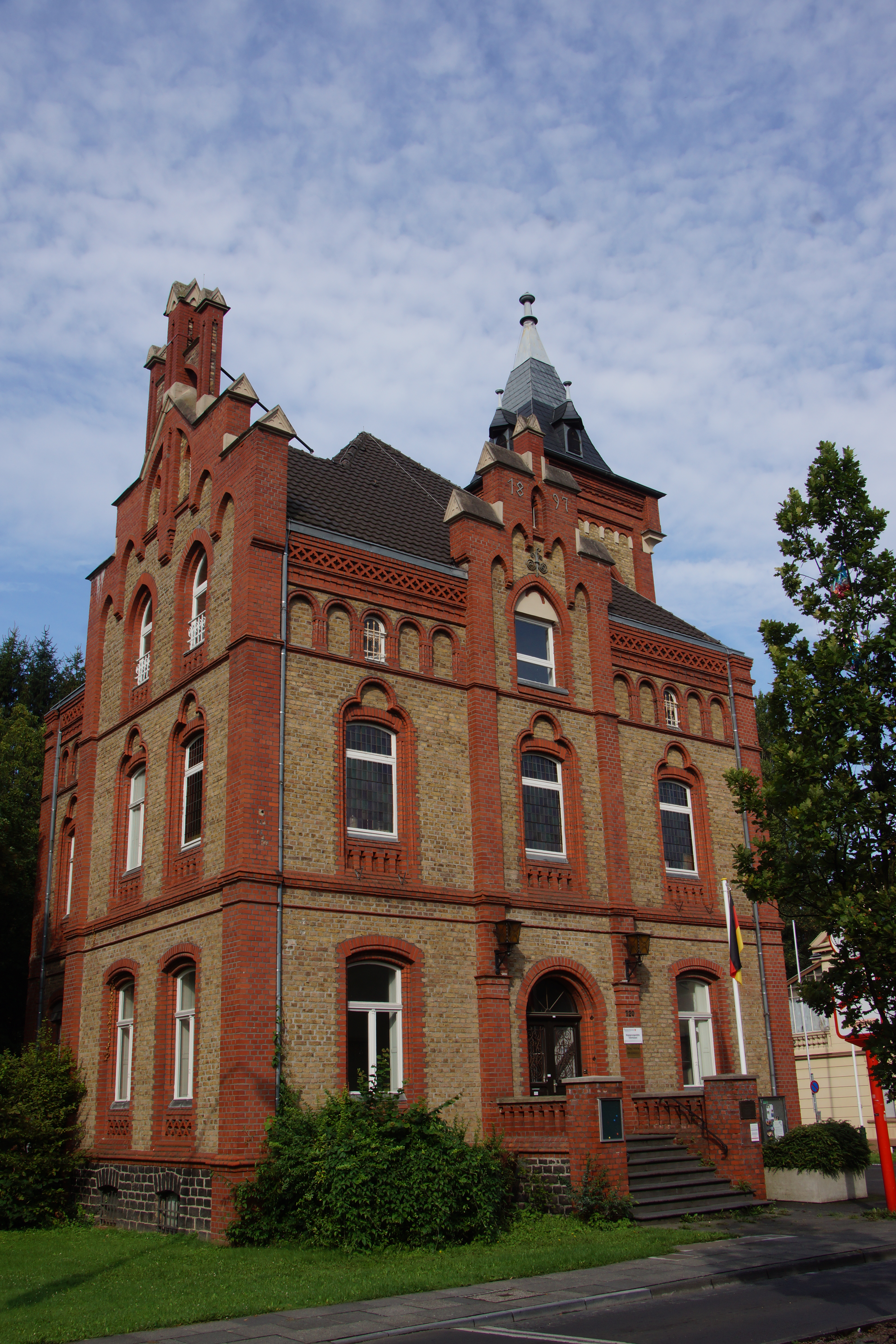
Altes Rathaus (2014)

Das Alte Rathaus in Oberkassel, einem Ortsteil des Bonner Stadtbezirks Beuel, war von 1898 bis 1969 Sitz der Bürgermeisterei Oberkassel (ab 1927 Amt Oberkassel). Es liegt an der Westseite der Königswinterer Straße (Hausnummer 720). Das Alte Rathaus steht als Baudenkmal unter Denkmalschutz.

## Geschichte
Das Gebäude entstand 1898 auf dem vormaligen Grundstück der benachbarten Villa Adrian (Königswinterer Straße 728) bei Baukosten von 59.000 Mark als erstes eigenes Rathaus der Bürgermeisterei Oberkassel. Zuvor diente das Wohnhaus des jeweiligen Bürgermeisters als Verwaltungsgebäude.
Mit der Auflösung des Amtes Oberkassel und der Eingemeindung der Gemeinde Oberkassel nach Bonn im Zuge der kommunalen Neugliederung am 1. August 1969 verlor das Rathaus seine Funktion. Es wird seither von verschiedenen Vereinen, darunter dem örtlichen Heimatverein genutzt.

## Architektur
Das Gebäude ist im Stil der Neogotik nach dem Vorbild gotischer Rathäuser gestaltet, die besonders in Norddeutschland und den Niederlanden verbreitet sind. Es ist zweigeschossig in Feldbrandsteinen mit zweifarbigen Zierformen errichtet und verfügt mittig über einen viergeschossigen Turm, der das Treppenhaus aufnimmt. Das Gebäude umfasst an der Straßenfront drei und seitlich vier Fensterachsen. Nach oben hin wird es von einem Walmdach abgeschlossen. Am Eingang befand sich ursprünglich ein Söller, von dem aus öffentliche Verkündigungen vorgenommen werden konnten. Ehemals grenzten schmiedeeiserne Gitter und gemauerte Pfeiler das Rathaus zur Königswinterer Straße hin ab.